# Death Valley Junction
Death Valley Junction (auch Amargosa) ist eine kleine Siedlung in der Mojave-Wüste im Inyo County in Kalifornien an der Kreuzung des California State Route 190 und des California State Route 127 östlich des Death-Valley-Nationalparks. In der Siedlung auf 622 Metern Höhe wohnen dauerhaft weniger als 20 Menschen.
Death Valley Junction ist Heimat des Amargosa Opera House and Hotel, wo die Bewohnerin Marta Becket (1924–2017) auf der Bühne von den späten 1960er Jahren bis 2012 Tanz- und Pantomimeshows veranstaltete. Das Hotel ist geöffnet und die Shows gehen im Opernhaus weiter, aber darüber hinaus ist die Siedlung in einem baufälligen Zustand. Es gibt keine Tankstelle und nur ein Restaurant. Das einzige Restaurant namens T&T Cafe ist Teil des Amargosa Opera House and Hotel, wird aber nicht vom Hotel betrieben.
Die Siedlung liegt am östlichen Death Valley im südlichen Amargosa Valley nahe dem Ash Meadows National Wildlife Refuge. Südlich liegt der Ort Shoshone. Die kürzeste Distanz zur Grenze zu Nevada misst ungefähr 8 km in nordöstlicher Richtung.
Verwaltungsdokumente zeigen einen Versuch der Verwaltung des Shoshone-Stamms der Timbisha, ein 29 km² großes Gebiet in der Gegend zu erwerben. Diese Gebiete umfassen Gebiete für Bewohner und haben eine offizielle Erlaubnis zur Durchführung traditioneller Zeremonien. Es ist unklar, ob diese im Congressional Record dokumentierten Bemühungen erfolgreich waren.

## Geschichte
1914 fuhr erstmals die Death Valley Railroad zwischen Ryan und Death Valley Junction. Sie transportierte Borax bis zum Jahr 1928, als dessen Abbau endete. Von 1923 bis 1925 baute die Pacific Coast Borax Company in einer U-Form orientierte Gebäude im Ort, die im spanisch-kolonialen Stil gehalten waren. Der Architekt Alexander Hamilton McCulloch plante die Stadt. Hauptzweck der Stadt war eine Zwischenstation an der Eisenbahnlinie für die Arbeiter des Borax-Abbaus. Nach dem Ende des Borax-Abbaus verließen die Arbeiter und ihre Familien nach und nach die Stadt, sodass sie bis Ende der 1940er Jahre zu einer Geisterstadt geworden war.
Im Jahr 1967 kam die Reisetänzerin Marta Becket in die zum damaligen Zeitpunkt sehr verwüstete Stadt. Sie war fasziniert von den Möglichkeiten der Theaterruine, die in dem Jahr, in dem sie geboren wurde, gebaut wurde. Mit minimalem Budget mietete sie zuerst und kaufte dann den Komplex.
Am 10. Dezember 1980 wurde der Ort als Historic District in das National Register of Historic Places aufgenommen.

## Politik
Death Valley Junction liegt im 18. Distrikts des Senats von Kalifornien, im 18. Assembly-Distrikt von Kalifornien sowie im 25. Distrikt des Kongresses in Kalifornien.